# Plantago helleri
Plantago helleri är en grobladsväxtart som beskrevs av John Kunkel Small. Plantago helleri ingår i släktet kämpar, och familjen grobladsväxter. Inga underarter finns listade i Catalogue of Life.